# SOR EBN 9.5

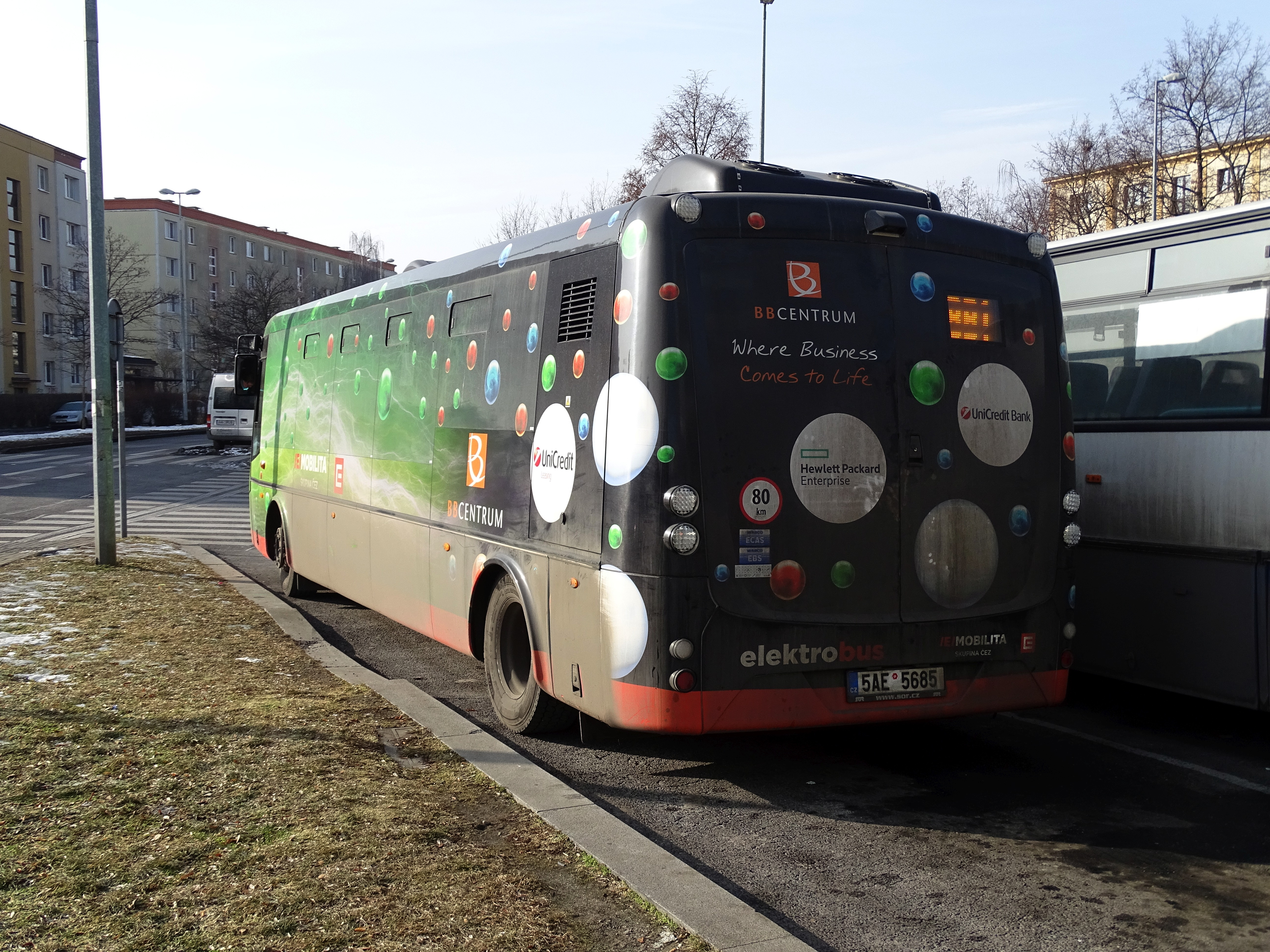
Вид сзади

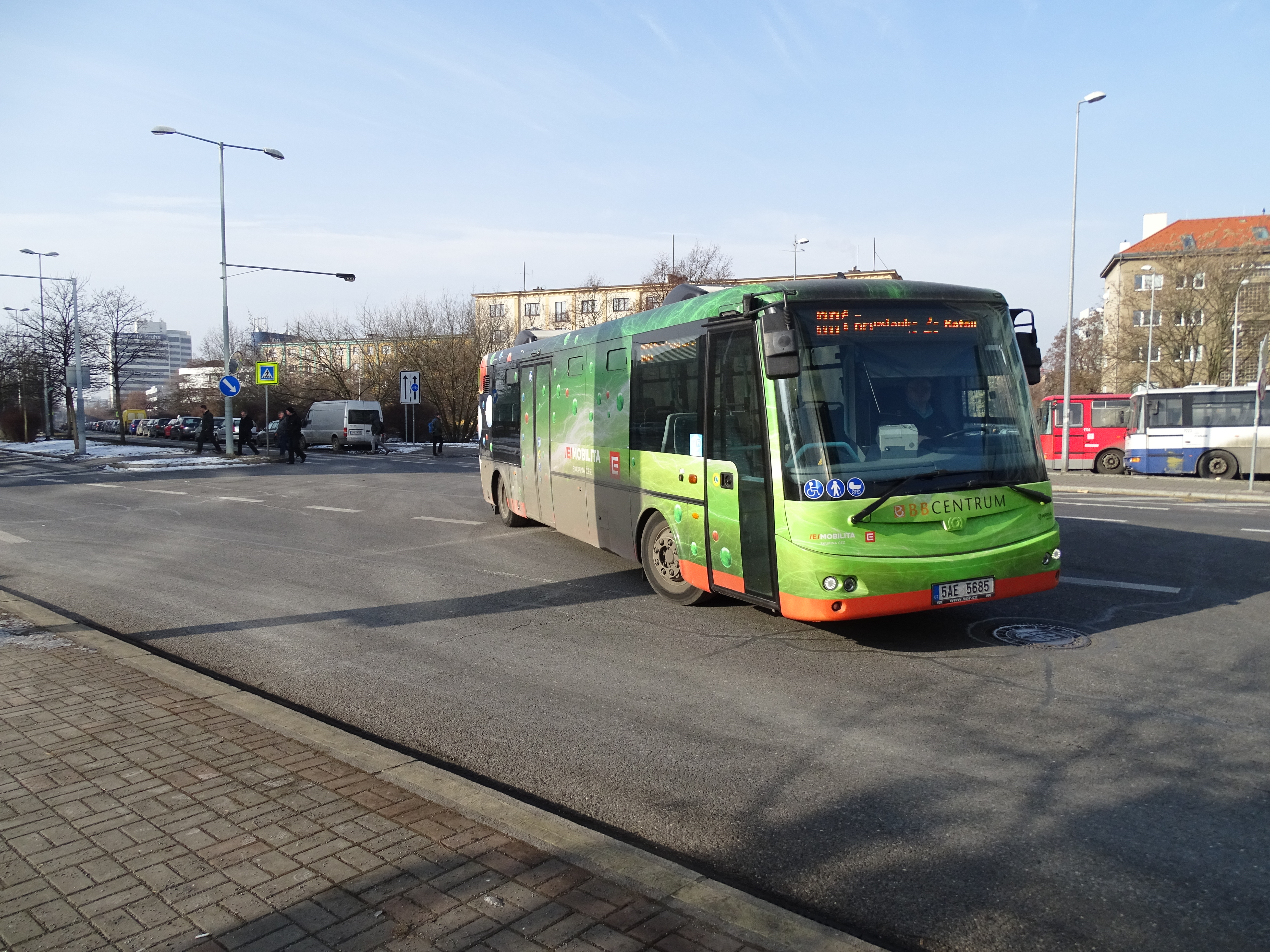
Вид справа

SOR EBN 9.5 — электробус, выпускаемый чешской компанией SOR Libchavy с 2016 года.

## Производство
Электробус SOR EBN 9.5 впервые был представлен в июле 2013 года в Хрудиме. Затем он проходил испытания в городе Градец-Кралове в сентябре того же года. Регистрационный номер автобуса 173.
В начале сентября 2013 года компания Arriva Morava a. p. совместно с SOR продемонстрировала электробус властям Моравско-Силезского края. Эксплуатация электробусов началась в феврале 2016 года в Праге. Двое из них обслуживали маршруты BB1 и BB2. Заряд аккумулятора занимает 6 часов.

## Описание
Длина электробуса SOR EBN 9.5 составляет 9790 мм, ширина составляет 2525 мм, высота составляет 2920 мм. Электробус вмещает в себя 26 сидячих пассажиров и 43 стоящих.
Также электробус оснащён дизельным отопителем. В салоне присутствует откидная аппарель для инвалидных колясок.